# Maria Mitchell
Maria Mitchell (Nantucket, 1 de agosto de 1818 — Lynn, 28 de junho de 1889) foi uma astrônoma estadunidense que teve reconhecimento internacional com a descoberta através de um telescópio o "Cometa da Senhorita Mitchell"(Cometa 1847 VI, cujo nome oficial é C/1847 T1) em outono de 1847. Ela ganhou uma medalha de ouro por sua descoberta do rei Frederico VI, da Dinamarca pela descoberta. Maria Michell foi a primeira mulher astrônoma profissional dos Estados Unidos.

## Família

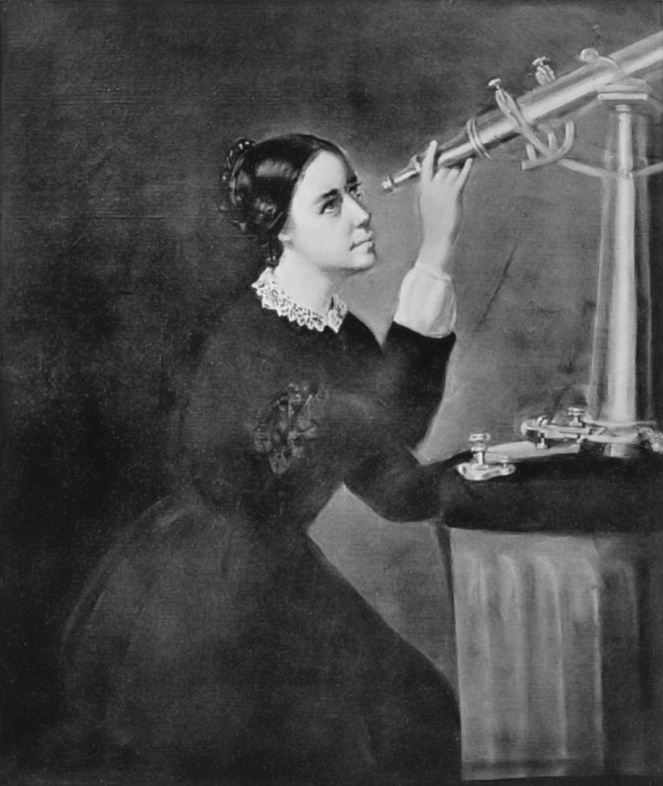
Maria Mitchell, pintura de H. Dasell, 1851

Maria nasceu em Nantucket, tinha nove irmãos e irmãs, foi criada na religião Quaker, mas depois adotou o Unitarismo. Seus pais eram William Mitchell and Lydia Coleman Mitchell que, devido à religião, valorizavam a educação e insistiam que suas filhas tivessem acesso à mesma educação dos filhos. Um dos mandamentos da religião Quaker era a igualdade intelectual entre os sexos. Natucket era um importante porto baleeiro, onde os marinheiros passavam meses seguidos em alto mar e onde suas esposas, irmãs e filhas tinham relativa independência quando comparadas com o restante do país.
Após estudar em uma escola pequena, ela foi para a North Grammar, onde seu pai era o diretor. Dois anos depois, ele construiu sua própria escola, onde ela era estudante e também assistente do pai Em casa, seu pai lhe ensinou astronomia usando seu próprio telescópio. Aos 12 anos, auxiliou o pai no cálculos de eclipses.
A escola de seu pai acabou fechando e depois de estudar na escola para moças do pastor Cyrus Peirce, trabalhando como sua professora assistente, Maria abriu sua própria escola em 1835. Atendia a crianças brancas e negras, uma decisão polêmica para o sistema educacional segregado da época Um ano depois, lhe ofereceram um cargo de bibliotecária no Ateneu de Nantucket, onde trabalhou por 20 anos.

## Descoberta do cometa

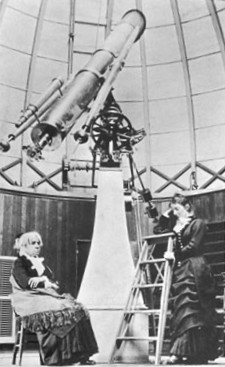
Maria Mitchell (sentada) no domo do observatório do Vassar College, com sua estudante Mary Watson Whitney (em pé), cerca de 1877.

Usando um telescópio, ela descobriu o "Cometa da Senhorita Mitchell", cuja designação moderna é C/1847 T1, em 1º de outubro de 1847, às 22:30hs. Alguns anos antes, o rei Frederico VI, da Dinamarca tinha instituído um prêmio em medalhas de ouro para cada descoberta de cometas feitas com telescópios, ou seja, que não fossem visíveis a olho nu. O prêmio seria entregue à primeira descoberta de tais cometas. Maria foi ganhadora de um destes prêmios, o que lhe rendeu fama mundial, já que as únicas mulheres e descobrir cometas antes foram Caroline Herschel e Maria Margarethe Kirch.
Houve uma questão temporária de prioridade porque Francesco de Vico tinha descoberto independentemente o mesmo cometa dois dias depois, mas tinha informado às autoridades europeias primeiro; no entanto, isso foi resolvido em favor de Maria Mitchell. O prêmio foi concedido em 1848 pelo novo rei Cristiano VIII. Na medalha, vinha a inscrição "Non Frustra Signorum Obitus Speculamur et Ortus", que quer dizer "Não em vão assistimos o ocaso e o amanhecer das estrelas", frase de as Geórgicas de Virgílio (Livro I, linha 257).

## Conquistas acadêmicas
Maria se tornou a primeira mulher eleita membro da Academia de Artes e Ciências dos Estados Unidos, em 1848 e membro da Associação Americana para o Avanço da Ciência em 1850. També, foi a primeira mulher eleita para a American Philosophical Society, em 1869, junto de Mary Somerville e Elizabeth Cabot Agassiz. Posteriormente, ela trabalhou no Observatório Naval dos Estados Unidos, calculando tabelas de posições de Vênus e viajou pela Europa com Nathaniel Hawthorne e sua família.
Tornou-se professora de astronomia no Vassar College em 1865 e depois diretora do observatório da mesma instituição. Após lecionar durante algum tempo, Maria percebeu que apesar da reputação e da experiência na área, seu salário era sempre mais baixo que o de professores homens e iniciantes. Ela insistiu em receber um aumento para se equiparar a eles e conseguiu.
Maria lecionou no Vassar College até sua aposentadoria, em 1888, um ano antes de sua morte.

## Vida pessoal e legado

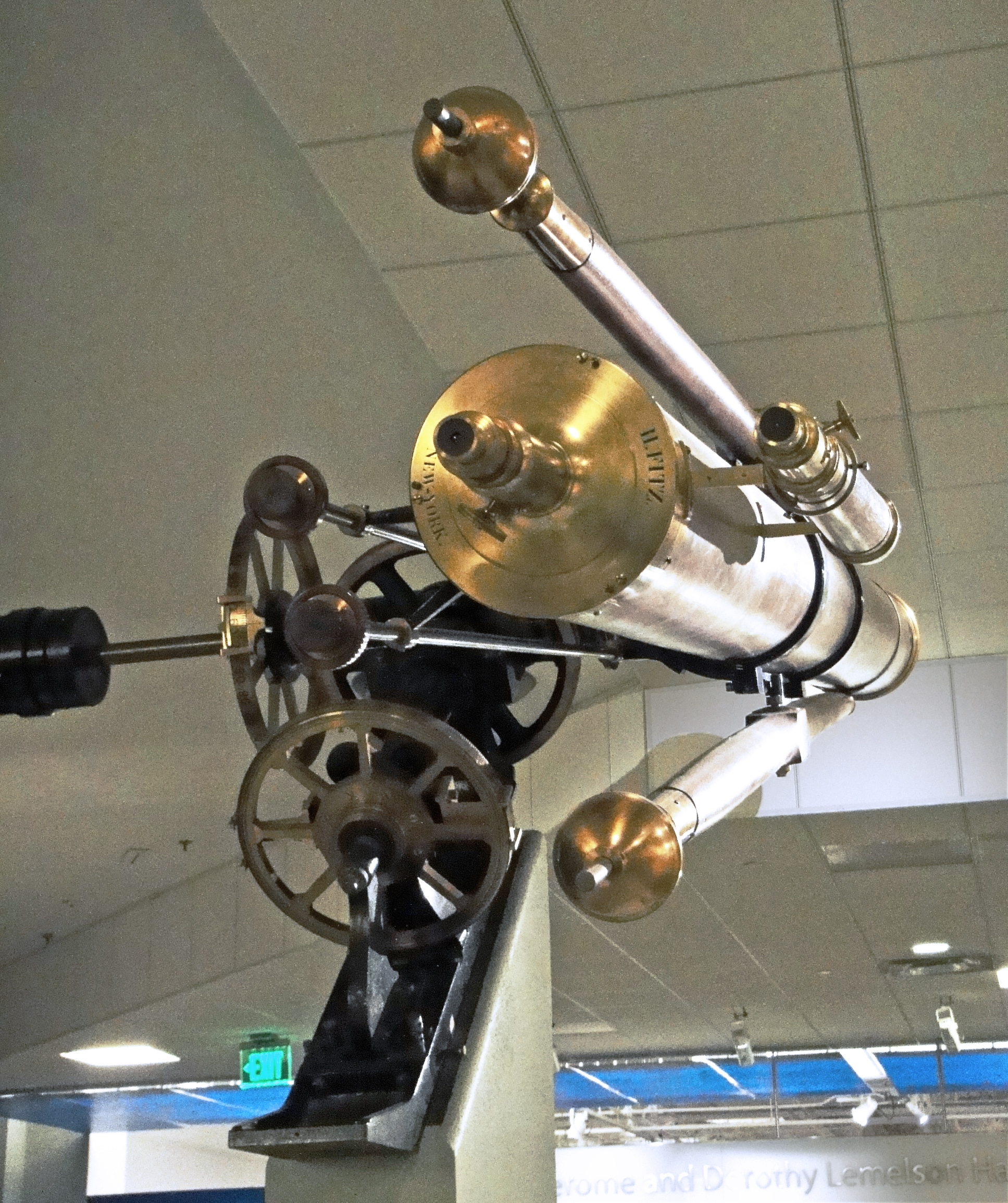
Telescópio de Maria Mitchell em exibição no Smithsonian

Em protesto contra a escravidão, Maria parou de usar roupas de algodão. Era amiga de diversas sufragistas, como Elizabeth Cady Stanton e foi co-fundadora da American Association for the Advancement of Women.
Maria nunca se casou, porém permaneceu sempre próxima da família. Depois de se aposentar do Vassar College, mudou-se para Lynn, Massachusetts, morar com sua irmã Kate e sua família. Poucos documentos de sua vida sobreviveram devido a um grande incêndio em 1846.
Maria Michell faleceu em 28 de junho de 1889, aos 70 anos, em Lynn, Massachusetts. Foi enterrada no lote 411, no Cemitério Prospect Hill, em Nantucket.
O observatório Maria Mitchell, em Nantucket, é em sua homenagem. Ele faz parte da associação em seu nome, que preserva a ciência local. Há um museu de história natural, um museu na casa de Maria, uma biblioteca, além do observatório. Postumamente, ela foi incluída no Hall Nacional da Fama para Mulheres. Na Segunda Guerra Mundial, houve um navio com seu nome, o SS Maria Mitchell. Em 1º de agosto de 2013, ela foi homenageada com um Doodle do Google.